# Мерседес-Бенц Стэдиум
Мерседес-Бенц Стэдиум (англ. Mercedes-Benz Stadium) — спортивный стадион в городе Атланта, штат Джорджия, США. С 2017 года является домашним стадионом команд «Атланта Фэлконс» (американский футбол) и «Атланта Юнайтед» (футбол).

## История
10 декабря 2012 года администрация Всемирного конгресс-центра Джорджии единогласно утвердила проект стадиона команды «Атланта Фэлконс», выступающей в НФЛ. Стадион планировалось открыть перед сезоном 2017. Смета на строительство составляла примерно в 1 миллиард долларов.
19 марта 2013 года совет Атланты официально утвердил стадион.
19 мая 2014 года состоялась официальная церемония, посвящённая началу строительства. На церемонии присутствовал мэр Атланты Касим Рид.
24 августа 2015 года было объявлено, что новый стадион будет называться Мерседес-Бенц Стэдиум. Согласно договору, арена будет носить это название в течение 25 лет после открытия (до 2042 года). Строительство обойдётся примерно в 1,4 миллиарда долларов. Стадион станет домашним, помимо «Фэлконс», также и для команды «Атланта Юнайтед» из МЛС.
На футбольных матчах стадион будет вмещать 42500 зрителей. На матчах по американскому футболу вместимость составит 71000 зрителей (возможно расширение до 75000).
Открытие стадиона, как и было запланировано, произошло 26 августа 2017 года. В первой игре на новой арене «Атланта Фэлконс» провела предсезонный матч против команды «Аризона Кардиналс».